# 악셀 스프링거 AG

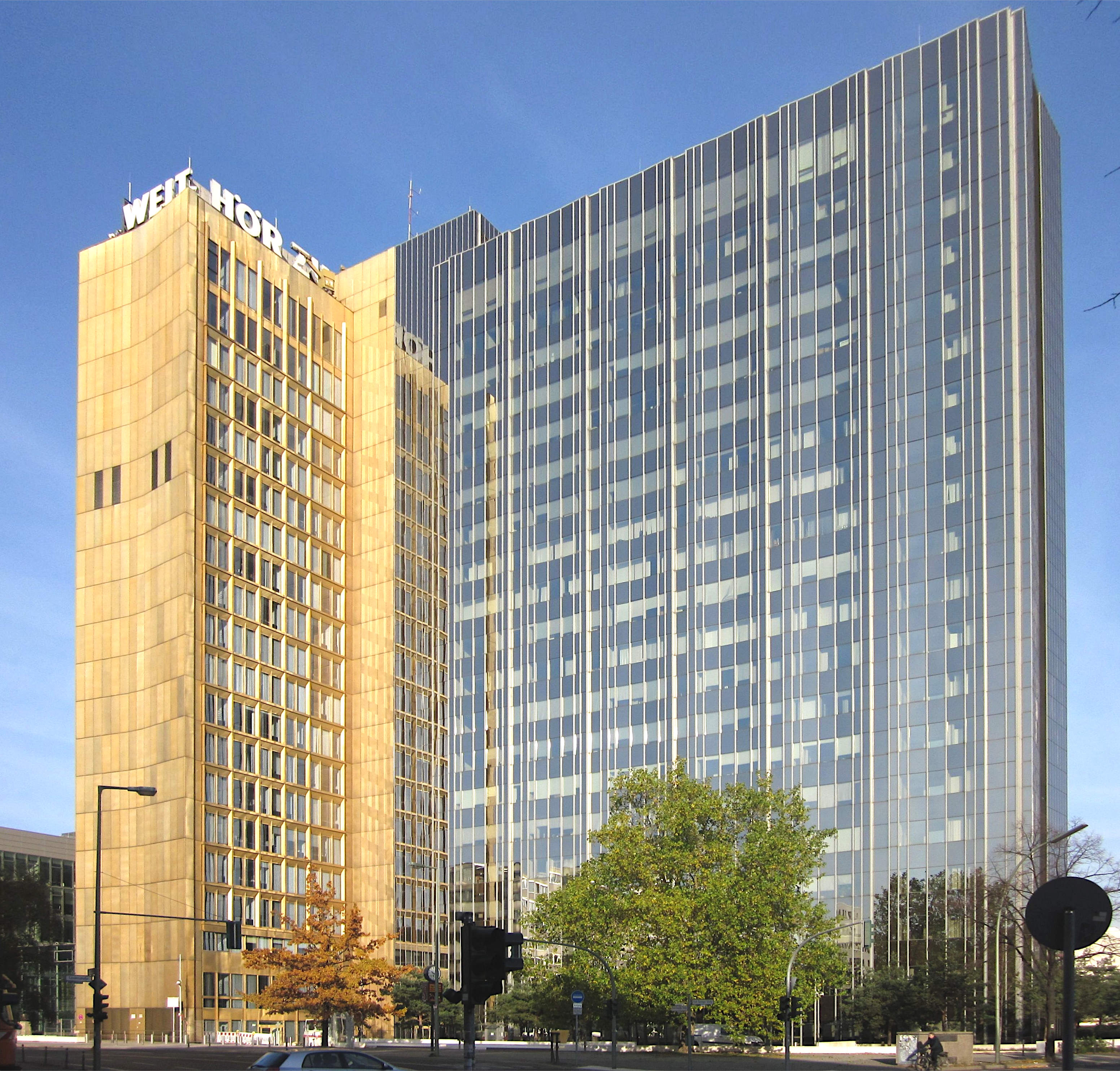
베를린의 악셀 스프링거 AG 본사 건물

악셀 스프링거 주식회사(Axel Springer AG)는 독일 베를린에 본사를 둔 미디어 그룹으로, 1946년 악셀 스프링거가 설립하였다. 본사는 베를린에 있다.
전통적인 신문과 잡지외에도 21세기에 들어서 디지털 미디어에 적극적으로 투자하고 있다. 2016년에는 순이익의 72%인 5억 9600만 유로를 디지털 사업에서 얻었다. 주요 투자대상에는 폴리티코, 비즈니스 인사이더, 가격 비교 사이트 아이딜로(Idealo), 독일에서 가장 큰 구직 사이트  스텝스톤(StepStone)등이 있다. 2019년에는 미국의 사모펀드 KKR & Co가 지분의 43%를 인수해 최대주주가 되었다. 회사 경영진은 디지털 사업에 집중하기 위해 상장폐지를 할거라 밝혔다.
악셀 스프링거는 초기부터 보수주의 성향을 띄었다. 창업자 스프링거는 기독교 민주연합과 북대서양 조약 기구, 이스라엘을 지지했고 강한 반공주의 성향을 띄었다.

## 같이 보기
- 미디어 소유 구조의 집중화
- 1968년 사회운동